# 니콜 터비올라
니콜 투비올라(Nicole Tubiola, 영어 발음: /ˌtubiˈoʊlə/, 1979년 8월 7일 ~ )는 미국의 배우이다.

## 영화
- 마이 페이크 피앙세 (2009년) - 코트니 역
- 파이어드 업! (2009년)
- 스밀로돈 (2002년)